# Doug Morris
Doug Morris (ur. 23 listopada 1938) – amerykański prezes i dyrektor generalny wytwórni płytowej Sony Music Entertainment pochodzenia żydowskiego.

## Wyróżnienia
Posiada swoją gwiazdę na Hollywoodzkiej Alei Gwiazd.